# Benidypina
Benidypina (łac. benidipinum) – wielofunkcyjny organiczny związek chemiczny z grupy pirydyn, lek stosowany w leczeniu nadciśnienia tętniczego, lek o działaniu blokującym kanały wapniowe typów N, L oraz T.

## Mechanizm działania
Benidypina jest antagonistą kanału wapniowego czwartej generacji działającym na kanały wapniowe typu N (CACNA1B) zlokalizowane w neuronach, gdzie borą udział w uwalnianiu neurotransmiterów i w generowaniu potencjału czynnościowego, typu L (CACNA1C) zlokalizowane w tkance mięśniowej poprzecznie prążkowanej typu sercowego oraz miocytach mięśni gładkich naczyń krwionośnych oraz typu T (CACNA1G, CACNA1H, CACNA1I) zlokalizowane w neuronach wzgórza. Blokada kanałów wapniowych typu N hamuje neurohormonalną regulację układu krążenia zarówno poprzez układ współczulny, jak i układ renina–angiotensyna–aldosteron. Dodatkowym mechanizmem wpływającym na działanie benidypiny, jest tzw. „efekt membranowy”, tłumaczący obecność leku w naczyniach oporowych po spadku jego stężenia w osoczu krwi.

## Zastosowanie
- nadciśnienie tętnicze[2]
- nadciśnienie miąższowonerkowe[2]
- choroba niedokrwienna serca[2]

W 2016 roku benidypina nie była dopuszczona do obrotu w Polsce.

## Działania niepożądane
Benidypina może powodować następujące działania niepożądane, występujące ≥1/1000 (bardzo często, często i niezbyt często):
- obrzęki obwodowe
- wzrost aktywności kinazy kreatynowej
- zaparcie
- złe samopoczucie
- szumy uszne
- kaszel
- sztywność karku
- zaczerwienienie i uczucie ciepła w palcach